# 小行星4584
小行星4584（4584 Akan）是一颗绕太阳运转的小行星，为主小行星带小行星。该小行星于1990年3月16日发现。

## 轨道参数
小行星4584的轨道半长轴为2.7902814 UA，离心率为0.201。